# スタイル作戦 (1941年)
スタイル作戦 (Operation Style) はイギリス軍が1941年7月末から8月はじめに地中海でおこなった作戦。サブスタンス作戦の際作戦に参加出来なくなった船で運ばれる予定であった人員などを軽巡洋艦「アリシューザ」、敷設巡洋艦「マンクスマン」、駆逐艦3隻によってジブラルタルからマルタへ運ぶのが目的であり、8月2日にマルタに到着し作戦は成功した。支援のために巡洋戦艦「レナウン」、戦艦「ネルソン」、空母「アーク・ロイヤル」などからなるH部隊も出撃し、駆逐艦によるアルゲーロ砲撃と「アーク・ロイヤル」搭載機による同地の飛行場攻撃が実施された。また、軽巡洋艦「ハーマイオニー」がイタリア潜水艦「テンビエン」を沈めている。